# Gastone Nencini
(Da Gentili signore e signori buongiorno di Adriano De Zan)
Gastone Nencini (Barberino di Mugello, 1º marzo 1930 – Firenze, 1º febbraio 1980) è stato un ciclista su strada italiano.
Professionista dal 1953 al 1965, vinse un Giro d'Italia e un Tour de France. È il quarto dei sette vincitori italiani del Tour dopo Ottavio Bottecchia, Gino Bartali, Fausto Coppi e prima di Felice Gimondi, Marco Pantani e Vincenzo Nibali.
Passista-scalatore, era soprannominato Il Leone del Mugello per l'indomito coraggio e la determinazione in corsa.

## Carriera
Vincitore del Giro d'Italia nel 1957 ad una media record (37,486 km/h) rimasta imbattuta per ben ventisei anni, avrebbe potuto affermarsi già nel 1955 se, vittima di una foratura, non fosse stato attaccato da Fiorenzo Magni e Fausto Coppi, che riuscirono ad arrivare soli a San Pellegrino. Oltre alla classifica generale del 1957 si aggiudicò complessivamente otto tappe e la maglia verde nel 1955; vestì inoltre per otto giorni la maglia rosa. In tale stagione, oltre al successo al giro ottenne un sesto posto al Tour de France e un nono alla Vuelta a España, risultando il secondo ciclista dopo Raphaël Géminiani, l'ultimo ad oggi, ad aver concluso i tre Grandi Giri nei primi dieci nella stessa stagione, nonché l'unico ad averne vinto uno dei tre, mentre l'unico che sarebbe riuscito a completarli tutti e tre vincendone uno dopo di lui sarebbe stato Sepp Kuss nel 2023.

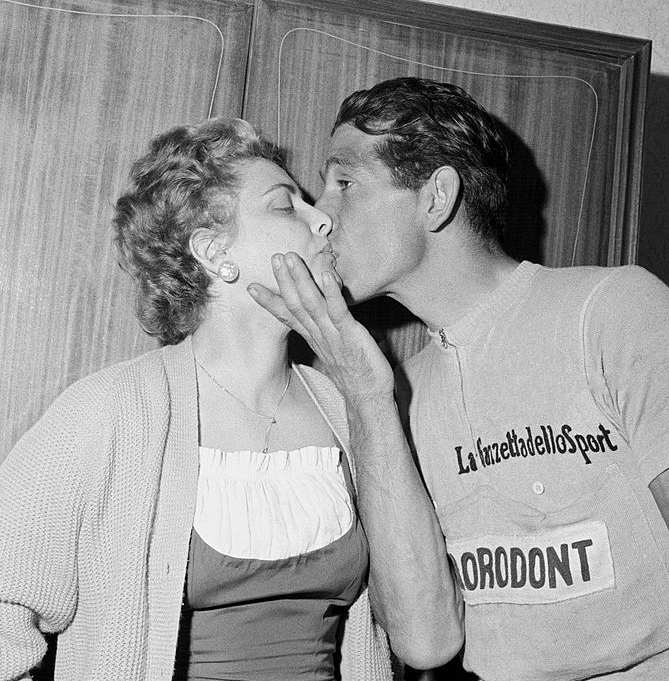
Nencini con sua moglie Bianca durante il Giro d'Italia del 1957, con la pubblicità del Chlorodont sulla maglia.

Dopo essersi aggiudicato quello del 1957, Nencini risultò tra i protagonisti della corsa in rosa anche nel 1960. I suoi principali avversari erano il francese Jacques Anquetil, ottimo passista e specialista delle cronometro, e il lussemburghese Charly Gaul, grande scalatore in grado di difendersi anche contro il tempo, ma assai limitato in discesa.

Gastone Nencini

Nencini sapeva che per battere questi due campioni avrebbe dovuto attaccare ogni giorno per cercare di raggranellare secondi in ogni occasione. Nella quinta tappa che partiva da Pescara si doveva scalare il Terminillo per poi scendere all'arrivo di Rieti. Nencini riuscì a scollinare il Terminillo a ridosso dei primi e poté, quindi, buttarsi in picchiata verso l'arrivo. Dopo pochi chilometri di discesa aveva staccato tutti, meno il suo rivale toscano Guido Carlesi, come lui discesista spericolato. I due trovarono l'accordo e proseguirono con grande determinazione. A quei tempi la televisione non disponeva di telecamere mobili su moto o elicotteri; esistevano solo telecamere fisse che coprivano più o meno l'ultimo chilometro. Gli storici telecronisti della Rai, Adone Carapezzi e Adriano De Zan, stavano dissertando sulla situazione della corsa sulla base che gli speakers ufficiali fornivano, in attesa dell'arrivo delle moto che, come consuetudine, precedevano di poco i corridori. Ad un certo punto cominciarono a gridare: le moto non apparivano in fondo al rettilineo finale, c'erano, però, Nencini e Carlesi che già si trovavano in prossimità del traguardo per disputarsi la vittoria: in realtà non ci fu volata, in quanto Carlesi, che sapeva di conquistare nell'occasione la maglia rosa, lasciò la vittoria di tappa al compagno di fuga.
Nella fase di risalita verso il nord era previsto l'arrivo sul lungomare di Sestri Levante. Approfittando di una défaillance di Anquetil, un drappello di corridori, fra i quali Carlesi, Nencini e il grande velocista belga Rik Van Loy, prese il largo e si presentò ai 300 metri finali per una volata che vedeva il belga nettamente favorito. Nencini sfoderò un'imperiosa volata, tutta coraggio e potenza e con un colpo di reni finale mise il suo tubolare davanti a quello di Van Loy.
Ma c'era una cronometro di oltre 45 chilometri da Milano a Lecco, seguita dal tappone alpino con il Passo del Gavia e la lunga, pericolosa discesa su Bormio. Nencini doveva contenere il divario con Anquetil, in maglia rosa, nella cronometro per batterlo in salita e distanziarlo nella discesa.
Il corridore normanno rifilò a Nencini, pur piazzatosi fra i primi, circa 4 minuti nella tappa contro il tempo. Il toscano, peraltro, riuscì a precedere il rivale francese al passaggio sul Gavia, gettandosi a capofitto giù per la discesa. Le prime notizie di radio-corsa davano Nencini in progressivo vantaggio. La rimonta era quasi completata, ma accadde qualcosa di imprevisto: in discesa Carlesi raggiunse e superò Anquetil, che gli prese la ruota e cominciò a sfruttare l'abilità del toscano a disegnare le curve. Dal canto suo Nencini, convinto da radio-corsa di aver completato con successo la sua rimonta, decise di correre qualche minor rischio. Il risultato fu che sul traguardo di Bormio a Nencini mancarono 28 secondi per vincere il suo secondo Giro d'Italia.
Sempre in quell'anno vinse il Tour de France 1960 sfiorando così la grande impresa di vincere nello stesso anno sia il Giro che il Tour. Nella Grande Boucle Nencini portò la maglia gialla fino a Parigi senza riportare vittorie di tappa, mettendo in mostra ancora una volta le sue grandi qualità di discesista, ma anche attaccando sulle montagne ed evidenziando una notevole capacità di gestione della corsa e del comando. Conquistò di fatto la corsa francese, prima giungendo secondo nella prima cronometro conquistando proprio in quell'occasione la maglia gialla, poi attaccando e staccando il suo principale rivale, Roger Rivière, sui Pirenei (in particolare sul Peyresourde). Quando, durante la tappa Millau - Avignone, Rivière cadde ferendosi gravemente nel tentativo di non farsi distaccare nella discesa del Perjuret, Nencini vantava già nei confronti del campione transalpino oltre 2 minuti di vantaggio. Fuori gioco anche lo scalatore spagnolo Bahamontes e crollati sulle Alpi Baldini e Simpson, successivamente si difese dagli attacchi dello spagnolo Manzaneque, del francese Anglade e del belga Adriaenssens e nell'azione di controffensiva, con cui consolidò il suo primato in classifica, diede via libera ai suoi alfieri Battistini e Massignan, che si aggiudicarono alcuni successi parziali. Graziano Battistini raggiunse così il secondo posto in classifica a oltre 5 minuti dal suo capitano, mentre Imerio Massignan conquistò la maglia a pois quale miglior scalatore. Dopo un secondo posto nell'ultima cronometro alle spalle solo dello specialista, lo svizzero Graf, si presentò per il tradizionale trionfo al Parco dei Principi di Parigi, consegnando il mazzo di fiori del giro d'onore al commissario tecnico francese Bodet perché lo portasse allo sfortunato Rivière.
Nel corso delle sue partecipazioni al Tour de France si aggiudicò in totale tre tappe e la maglia a pois, vestendo per 12 giorni la maglia gialla.
Nelle corse di un giorno ottenne alcuni buoni piazzamenti come il secondo posto al Giro dell'Appennino del 1962 e al Campionato di Zurigo nel 1964, il terzo nel Giro del Lazio del 1957 e nella Milano-Torino del 1960 e una vittoria nella Tre Valli Varesine nel 1956. Si aggiudicò in totale 24 corse.
Vestì sei volte la maglia azzurra della Nazionale italiana. Importante il suo ruolo nella squadra azzurra che portò Ercole Baldini alla maglia iridata nel 1958 a Reims.
Nencini è morto nel 1980 dopo una breve malattia, a 49 anni, ed è stato sepolto nel cimitero comunale di Barberino di Mugello.
Suo nipote Riccardo Nencini è stato deputato e segretario del PSI.

## Memoria
In suo onore esiste un monumento al passo della Futa: lungo il muraglione spartivento è posto un grande ritratto a bassorilievo di bronzo che lo raffigura in corsa con la sottostante dedica che recita: «A Gastone Nencini. Il comune di Barberino, gli sportivi, i compagni di tante battaglie ricordano il campione mugellano». 
Nel 2012 in Toscana gli è stato intitolato un canale televisivo regionale che si chiama, per l'appunto, Gastone Nencini; tale canale trasmette servizi relativi al ciclismo.
Nel 1980, in seguito alla sua prematura scomparsa, gli venne dedicata la cronoscalata della Futa. La corsa per professionisti infatti, creata appena l'anno prima e che partiva dal suo paese natale, in seguito alla sua morte venne rinominata Cronoscalata della Futa-Memorial Gastone Nencini. Nel 2020, in occasione del sessantesimo anniversario della vittoria al Tour de France, Firenze intitola a lui una piazza: "Piazza Gastone Nencini".

## Palmarès
- 1952 (dilettanti)

Trofeo Matteotti
- 1953 (dilettanti)

Giro del Casentino
Trofeo Mauro Pizzoli
Coppa Lanciotto Ballerini
Gran Premio Città di Camaiore
- 1955 (Leo-Chlorodont, due vittorie)

8ª tappa Giro d'Italia (Perugia > Roma)
12ª tappa Giro d'Italia (Napoli > Scanno)
- 1956 (Leo-Chlorodont, due vittorie)

22ª tappa Tour de France (Montluçon > Parigi)
Tre Valli Varesine
- 1957 (Leo-Chlorodont, quattro vittorie)

Giro della Provincia di Reggio Calabria
Classifica generale Giro d'Italia
10ª tappa Tour de France (Thonon-les-Bains > Briançon)
18ª tappa Tour de France (Saint-Gaudens > Pau)
- 1958 (Leo-Chlorodont, tre vittorie)

10ª tappa Giro d'Italia (Bolzano > Trento)
18ª tappa Giro d'Italia (Viterbo > Roma)
19ª tappa Tour de France (Carpentras > Gap)
- 1959 (Carpano, due vittorie)

6ª tappa Gran Premio Ciclomotoristico
9ª tappa Giro d'Italia (Napoli > Vasto)
- 1960 (Carpano, cinque vittorie)

Grand Prix de Nice
3ª tappa Genova-Roma (Reggio Emilia > Firenze)
5ª tappa Giro d'Italia (Pescara > Rieti)
10ª tappa Giro d'Italia (Carrara > Sestri Levante)
Classifica generale Tour de France

### Altri successi
- 1954 (Legnano)

Gran Premio di Porretta Terme
Coppa Campagni a Barberino
- 1955 (Leo-Chlorodont)

Classifica scalatori Giro d'Italia
- 1957 (Leo-Chlorodont)

Classifica scalatori Tour de France
- 1958 (Leo-Chlorodont)

Circuito di Omegna
Criterium di Lokeren
- 1960 (Carpano)

Ronde du Parc
- 1961 (Ignis)

Circuito di Acireale

## Piazzamenti

### Grandi Giri
- Giro d'Italia

1954: 16º
1955: 3º
1957: vincitore
1958: 5º
1959: 10º
1960: 2º
1962: 13º
- Tour de France

1956: 22º
1957: 6º
1958: 5º
1960: vincitore
- Vuelta a España

1955: 18º
1957: 9º

### Classiche monumento
- Milano-Sanremo

1954: 13º
1955: 17º
1956: 75º
1957: 74º
1958: 81º
1960: 29º
1961: 22º
1962: ritirato
1963: 71º
1964: ritirato
- Giro delle Fiandre

1957: 6º
- Parigi-Roubaix

1959: 59º
- Liegi-Bastogne-Liegi

1960: 39º
- Giro di Lombardia

1954: 29º
1959: 21º
1960: 49º
1961: 14º

### Competizioni mondiali
- Campionati del mondo

Frascati 1955 - In linea: 4º
Copenaghen 1956 - In linea: ritirato
Waregem 1957 - In linea: ritirato
Reims 1958 - In linea: ritirato
Karl-Marx-Stadt 1960 - In linea: 25º
Berna 1961 - In linea: 8º

## Onorificenze
- Collare d'Oro al Merito Sportivo, Comitato Olimpico Nazionale Italiano (2021)
- Fiorino d'Oro della città di Firenze alla memoria  (2018)

## Riconoscimenti
- Premio Sport del Comune di Camaiore  (1988)
- The Italo Canadian Sports Awards Committee, Canada (1973)
- Premio Petrolcaltex Sportsman (1960)
- Premio Philco Targa d'oro del "de lo Sport Illustrato" (1960)